# Cirsium esculentum
Cirsium esculentum là một loài thực vật có hoa trong họ Cúc. Loài này được (Siev.) C.A.Mey. mô tả khoa học đầu tiên năm 1849.